# گربه‌کوسه غرب آفریقا
گربه‌کوسه غرب آفریقا (نام علمی: Scyliorhinus cervigoni) نام یک گونه از سرده سوهان‌پوست‌ها است.